# Cleistanthus elongatus
Cleistanthus elongatus är en emblikaväxtart som beskrevs av Eugene Jablonszky. Cleistanthus elongatus ingår i släktet Cleistanthus och familjen emblikaväxter. Inga underarter finns listade i Catalogue of Life.